# مرد بی‌منطق (فیلم)
مرد بی‌منطق (انگلیسی: Irrational Man) فیلمی به کارگردانی وودی آلن است که در سال ۲۰۱۵ منتشر شد. بازیگران اصلی آن واکین فینیکس، پارکر پوزی و اما استون می‌باشند.
این فیلم برای اولین بار در جشنواره فیلم کن ۲۰۱۵ بر روی پرده رفت.

## داستان
استاد فلسفه در دانشگاهی در شهر دانشگاهی کوچکی در نیوانگلند، اِیب (خواکین فینیکس)، دچار بحران وجودی شده‌است. او زندگی خود را بدون معنی می‌بیند و هر روزه افسرده است و شدیداً به الکل روی آورده است. با تمامی مشکلاتی که ایب دارد مورد توجه دو زن قرار می‌گیرد: ریتا ریچاردز (پارکر پوزی)، استاد شیمی که با همسرش زندگی می‌کند ولی از ازدواج خود ناراضی است و جیل پولارد (اما استون) یکی از دانشجویانش در کلاس فلسفه. بحران فلسفه وجودی ایب هر روز شدید تر و شدیدتر می‌شود. بطوریکه حتی بر رابطه تازه شروع شده‌اش با ریتا تاثیر می‌گذارد و به هنگام اولین آمیزش نمی‌تواند به برانگیختگی برسد. ایب در رابطه با جیل جانب احتیاط را بر می‌گزیند و سعی می‌کند رابطه‌اش را در حد دوستی نگهدارد. جیل با وجود اینکه دوست پسر خیلی جدی دارد عاشق استادش شده.
هنگام صرف نهار در یک رستوران جیل و ایب صحبتهای زنی در میز کنار دستی را در باره اینکه حضانت قرزندانش را به خاطر رفتار ظاهراً غیر اخلاقی قاضی پرونده‌اش از دست خواهد داد را می‌شنوند. ایب بدون اطلاع جیل شروع به برنامه‌ریزی برای قتل قاضی می‌کند. او کلید آزمایشگاه شیمی را که می‌توان در آن سیانور پروسس کرد را از کیف ریتا می‌دزد. ایب همچنین در می‌یابد که قاضی هر صبح یکشنبه برنامه روتینی برای دویدن دارد که در پایان آن در نیمکت پارکی در حالی که روزنامه اش را می‌خواند آبمیوه می‌خورد. ایب سرانجام برنامه قتل قاضی را با تعویض لیوان آبمیوه قاضی با لیوانی که در آن سیانور ریخته اجرا می‌کند. بعد از انجام قتل ایب احساس موفقیت می‌کند.
اخبار و روزنامه‌ها ابتدا جریان مرگ قاضی را حمله قلبی اعلام می‌کنند. ایب و جیل مرگ قاضی را با شام جشن می‌گیرند که بعد از آن به اسرار جیل به خانه ایب می‌روند. روز بعد اخبار از کالبد شکافی جسد قاضی خبر می‌دهند و اینکه پلیس علت مرگ قاضی را قتل اعلام می‌کند.
با وجود برنامه‌ریزی موشکافانه ایب، جیل و ریتا با وجود رفتار دوستانه‌شان با قرار دادن تکه‌ها معما گونه از رفتار ایب به او شک می‌برند. از جمله گم شدن کلید آزمایشگاه ریتا یا اینکه او به‌طور تصادفی‌توسط دانشجویی در آزمایشگاه شیمی مشاهده شده‌بود. با این وجود، ریتا تصمیم به جدایی از همسرش و زندگی به همراه ایب در اروپا می‌گیرد.
کنجکاوی جیل او را کلافه می‌کند و سرانجام در بعد از ظهری که ایب در خانه نیست از پنجره وارد خانه ایب می‌شود و یادداشت‌ها او را بر صفحات کتاب جنایت و مکافات در باره عادلانه بودن قتل قاضی پیدا می‌کند. جیل با ایب رو راست حرف می‌زند و او را متهم به قتل می‌کند و از او می‌خواهد خود را به پلیس معرفی کند. جیل رابطه‌اش را با ایب قطع می‌کند ولی با علم به اینکه قتل بواسط نیت خوبی انجام شده از معرفی ایب به پلیس خودداری می‌کند.
در همین زمان پلیس مرد دیگری را به اتهام قتل قاضی دستگیر می‌کند. جیل اینبار ایب را تهدید به معرفی به پلیس می‌کند و تا دوشنبه هفته بعد به او مهلت می‌دهد. ایب که تازه از زندگی لذت می‌برد نمی‌خواهد باقی عمر خود را در زندان بگذراند. ایب نقشه‌ای برای قتل جیل می‌کشد و سعی می‌کند که او را از تونل آسانسوری که از قبل دستکاری‌اش کرده به پایین بیندازد ولی در این حین تعادل خود را از دست می‌دهد و به پشت به پایین تونل آسانسور سقوط می‌کند و جان خود را ازدست می‌دهد.
با مرگ ایب جیل دوباره زندگی خود را باز می‌سازد و رابطه‌اش را با دوست پسرش از نو آغاز می‌کند.

## بازیگران
- خواکین فینیکس
- پارکر پوزی
- اما استون
- جیمی بلاکلی
- سوفی فون هاسلبرگ
- مردیت هاگنر